# Pangkal Duri Ilir
Pangkal Duri Ilir is een bestuurslaag in het regentschap Tanjung Jabung Timur van de provincie Jambi, Indonesië. Pangkal Duri Ilir telt 1482 inwoners (volkstelling 2010).